# Circondario di Firenze
Il circondario di Firenze era uno dei circondari in cui era suddivisa la provincia di Firenze, esistito dal 1861 al 1927.

## Storia
Con l'Unità d'Italia (1861) la suddivisione in province e circondari stabilita dal Decreto Rattazzi fu estesa all'intera Penisola.
Nel 1925 il circondario di Firenze cedette i comuni di Calenzano, Cantagallo, Carmignano, Montemurlo, Prato e Vernio al nuovo circondario di Prato.
Il circondario di Firenze fu abolito, come tutti i circondari italiani, nel 1927, nell'ambito della riorganizzazione della struttura statale voluta dal regime fascista. Tutti i comuni che lo componevano rimasero in provincia di Firenze.

## Geografia antropica

### Suddivisioni amministrative
1. MANDAMENTO I di Firenze
  - Firenze (Quartiere Santa Croce)
2. MANDAMENTO II di Firenze
  - Firenze (Quartiere San Giovanni)
3. MANDAMENTO III di Firenze
  - Firenze (Quartiere Santo Spirito)
4. MANDAMENTO IV di Firenze
  - Firenze (Quartiere Santa Maria Novella)
5. MANDAMENTO V di Bagno a Ripoli
  - Bagno a Ripoli; Rovezzano;
6. MANDAMENTO VI di Barberino di Mugello
  - Barberino di Mugello;
7. MANDAMENTO VII di Barberino Val d'Elsa
  - Barberino Val d'Elsa;
8. MANDAMENTO VIII di Borgo San Lorenzo
  - Vicchio; Borgo San Lorenzo;
9. MANDAMENTO IX di Campi
  - Campi Bisenzio; Calenzano; Signa;
10. MANDAMENTO X di Carmignano
  - Carmignano[1];
11. MANDAMENTO XI di Dicomano
  - Dicomano; San Godenzo;
12. MANDAMENTO XII di Fiesole
  - Fiesole, Pellegrino da Vareggi;
13. MANDAMENTO XIII di Figline
  - Incisa in Val d'Arno, Figline[5];
14. MANDAMENTO XIV di Firenzuola
  - Firenzuola;
15. MANDAMENTO XV di Galluzzo
  - Galluzzo, Legnaia
16. MANDAMENTO XVI di Greve
  - Greve
17. MANDAMENTO XVII di Lastra a Signa
  - Casellina e Torri, Lastra a Signa
18. MANDAMENTO XVIII di Marradi
  - Marradi, Palazzuolo
19. MANDAMENTO XIX di Mercatale
  - Cantagallo, Vernio
20. MANDAMENTO XX di Montespertoli
  - Montespertoli
21. MANDAMENTO XXI di Pontassieve
  - Londa, Pelago, Pontassieve, Rignano sull'Arno
22. MANDAMENTO XXII di Prato in Toscana
  - Montemurlo, Prato in Toscana[2]
23. MANDAMENTO XXIII di Reggello
  - Reggello
24. MANDAMENTO XXIV di San Casciano
  - San Casciano
25. MANDAMENTO XXV di Scarperia
  - Scarperia, San Piero a Sieve, Vaglia
26. MANDAMENTO XXVI di Sesto
  - Brozzi, Sesto